# Monétay-sur-Allier
Monétay-sur-Allier ist eine französische Gemeinde mit 538 Einwohnern (Stand: 1. Januar 2022) im Département Allier in der Region Auvergne-Rhône-Alpes (vor 2016 Auvergne). Sie gehört zum Arrondissement Vichy und ist Mitglied im Gemeindeverband Communauté de communes Saint-Pourçain Sioule Limagne. Die Bewohner werden Monétois und Monétoises genannt.

## Geografie
Monétay-sur-Allier liegt im Norden der Auvergne in der historischen Provinz Bourbonnais am Allier, etwa 26 Kilometer südsüdwestlich vom Stadtzentrum von Moulins und etwa 27 Kilometer nordnordwestlich von Vichy. Umgeben wird Monétay-sur-Allier von den Nachbargemeinden Châtel-de-Neuvre im Norden, La Ferté-Hauterive im Osten, Contigny im Süden, Verneuil-en-Bourbonnais im Südwesten sowie Meillard im Westen.
Durch die Gemeinde führt die frühere Route nationale 9.

## Bevölkerungsentwicklung
| Jahr                       | 1962 | 1968 | 1975 | 1982 | 1990 | 1999 | 2006 | 2011 | 2018 |
| -------------------------- | ---- | ---- | ---- | ---- | ---- | ---- | ---- | ---- | ---- |
| Einwohner                  | 416  | 409  | 362  | 403  | 393  | 461  | 529  | 531  | 543  |
| Quellen: Cassini und INSEE |      |      |      |      |      |      |      |      |      |

## Sehenswürdigkeiten
- Kirche Saint-Sulpice
- Schloss La Grillière, 1880 bis 1890 erbaut, seit 1988 Monument historique
- Burgruine Montcoquier

Siehe auch: Liste der Monuments historiques in Monétay-sur-Allier

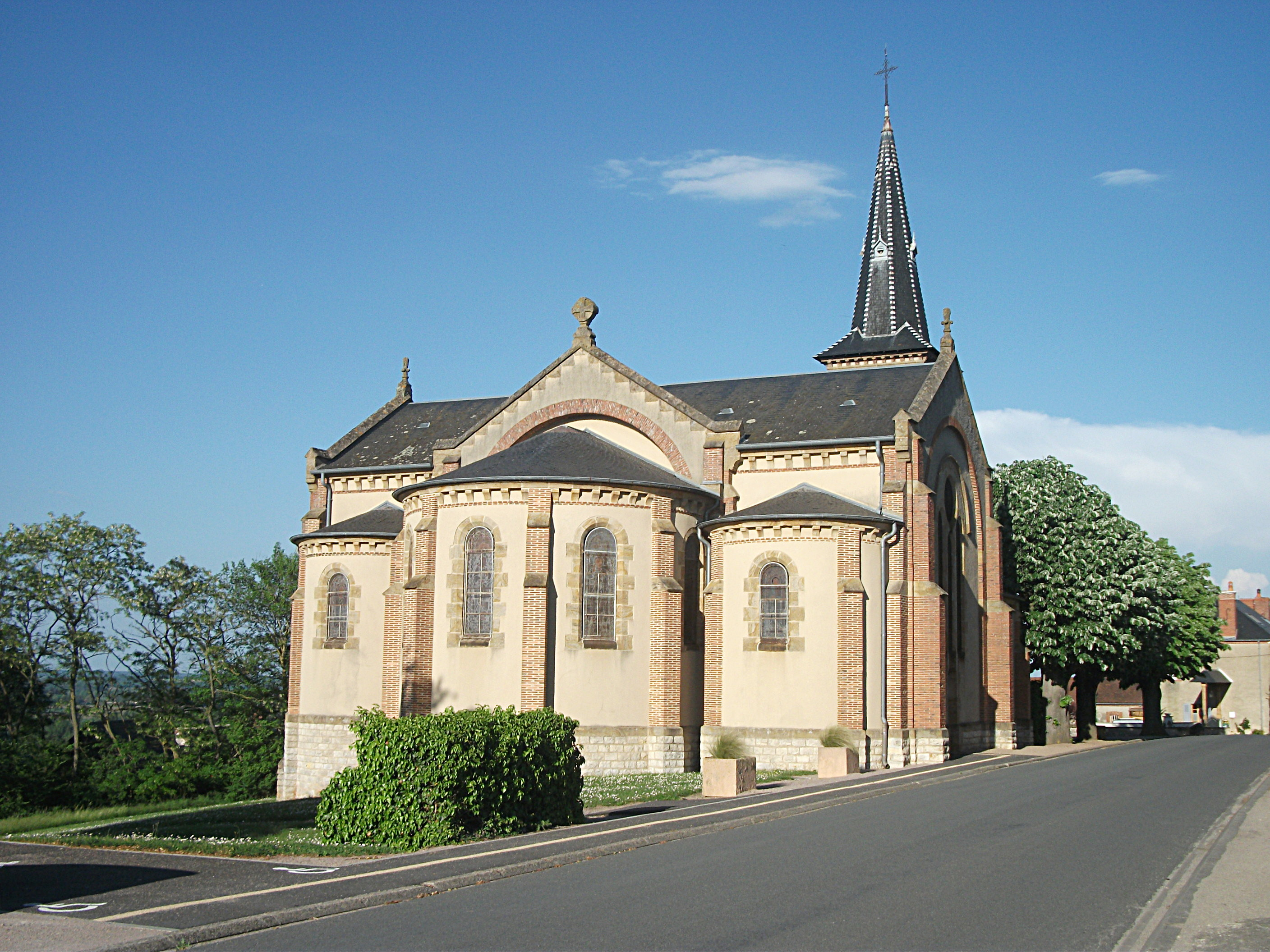
Kirche Saint-Sulpice